# ブートディスク
ブートディスク（英: Boot disk）、起動ディスクは、（通常、リードオンリーの）可搬デジタル記憶媒体で、オペレーティングシステム (OS) やユーティリティプログラムを起動（ブート）するものを指す。媒体にフロッピーディスクを用いたものは特に起動フロッピーと、その他の媒体についてはブータブルディスクとも呼ばれる。

## 概要
ブートディスクは、ブート対象コンピュータの内蔵補助記憶装置に一時的に書き込むことがないよう、一時的なファイル格納場所としてRAMディスクを生成して使うことがある。
ブートディスクは、次のような用途で使われる。
- OSのインストール
- データ復旧
- データの消去
- ハードウェア/ソフトウェアのトラブルシューティング
- OS環境のカスタマイズ
- ソフトウェアのデモ実行
- パスワードが分からなくなった場合の管理目的の利用（Windowsのブートディスクではこれは不可能な場合があるが、Linuxのブートディスクや特別なブートディスクを使うと、内蔵ハードディスクにはWindowsしかインストールされていなくとも、この用途に使える場合がある）
- 内蔵ハードディスク上のOSでブートすると自動的にコンピュータウイルスが動作してしまう場合の対処
- 悪意を持つかも知れない、或いは無自覚に危険な操作をするかも知れない、不特定多数の使用の為に用意された、書き換え可能なシステムドライブを持たないPC
- ブートディスクで起動するアーキテクチャーの、HDD実装前提化以前のPC・ゲーム機・ワードプロセッサ機など

ブートディスク媒体としては、フロッピーディスクや光ディスクが一般的だが、それ以外にも磁気テープ、ZIP、最近ではUSBメモリなども使われる。ブート媒体としてどんなものが使えるかは、そのコンピュータのBIOSがそのデバイスからのブートをサポートしているかどうかに依存する。例えば嘗ては、BIOSによってはCD-ROMによるブートをサポートしていなかった時代があり、フロッピーで起動してからCD-ROM上のソフトウェアを実行する必要があった。

## フロッピーによるブート
PC用ブートフロッピーには、MS-DOS（及びその互換OS）か最小構成のLinuxが格納されるのが一般的である。一般的なフロッピーディスクは1440KiBしか容量がないため、大きなOSの格納には不向きである。CD-ROMやUSBメモリといった大容量の媒体によるブートが可能となったため、フロッピーでのブートは使われなくなってきており、フロッピーディスクドライブ（最早新造もされなくなってきた）を実装したPCやUSB接続型FDDも稀になった。Linuxカーネルでも、FDDドライバのメンテナンスが打ち切られたとされる。

## ブートデバイスの優先順位
現在のPCは、所定の優先順位で各種デバイスからのブートをするよう設定できる。フロッピーなどからブートできない場合、電源を入れた際に特別なキー（Delete、F1、F2、F10、F12など）を押下してBIOS設定モードにし、ブート媒体の優先順位を変更しなければならない。最近では、ブートの途中であってもファンクションキー（通常、F11）を押下することでブートを中止できるものもある。この場合、ブート可能なデバイスが一覧表示され、ユーザーが選択できるようになる。
最近のMacintoshでは、起動中にCキーまたはoption(alt)キーを押下することでブートデバイスを選択できる。

## フロッピーでのブート (MS-DOS) に必要なファイル
- IO.SYS
- MSDOS.SYS
- COMMAND.COM

IO.SYSとMSDOS.SYSがディスクの先頭に記録されていなければ起動しないバージョンもあった。
これらのファイル以外に、ファイルに適合するブートセクタも必要となる。例えば、IBMのPC DOS（下記）のFORMAT.COMで初期化したディスクに上記3ファイルを入れても起動しない。一般に、MS-DOSや初期のWindowsにあったFORMAT.COMやSYS.EXEのようなブートディスク作成ツールがブートセクタも作成する。
PC DOSの場合
- IBMBIO.COM（IO.SYSに相当）
- IBMDOS.COM（MSDOS.SYSに相当）
- COMMAND.COM

なおメーカーや機種によってはこれらと異なるファイル名の場合もある（東芝 J-3100（初期のDynaBookなど）ではSYSLDR.SYS、TBIOS.SYS、TDOS.SYS、COMMAND.COM）。互換OSのファイル名も異なる。